# Ładzice (gmina)
Ładzice (do 1953 gmina Radziechowice) – gmina wiejska w województwie łódzkim, w powiecie radomszczańskim. W latach 1975–1998 gmina położona była w województwie piotrkowskim.
Siedziba gminy to Ładzice.
Według danych z 30 czerwca 2010 gminę zamieszkiwało 4998 osób. Natomiast według danych z 31 grudnia 2017 roku gminę zamieszkiwało 4809 osób.

## Opis gminy
Gmina Ładzice położona jest w dolinie rzeki Warty. Posiada mikroklimat,spowodowany oddaleniem od ośrodków przemysłowych. W południowej części gminy przebiega pas obszaru chronionego krajobrazu, a lasy i rzeka Warta są używane do rekreacji. W Zakrzówku Szlacheckim znajduje się zbiornik wodny.

## Struktura powierzchni
Według danych z roku 2002 gmina Ładzice ma obszar 82,72 km², w tym:
- użytki rolne: 73%
- użytki leśne: 19%

Gmina stanowi 5,73% powierzchni powiatu radomszczańskiego.

## Demografia

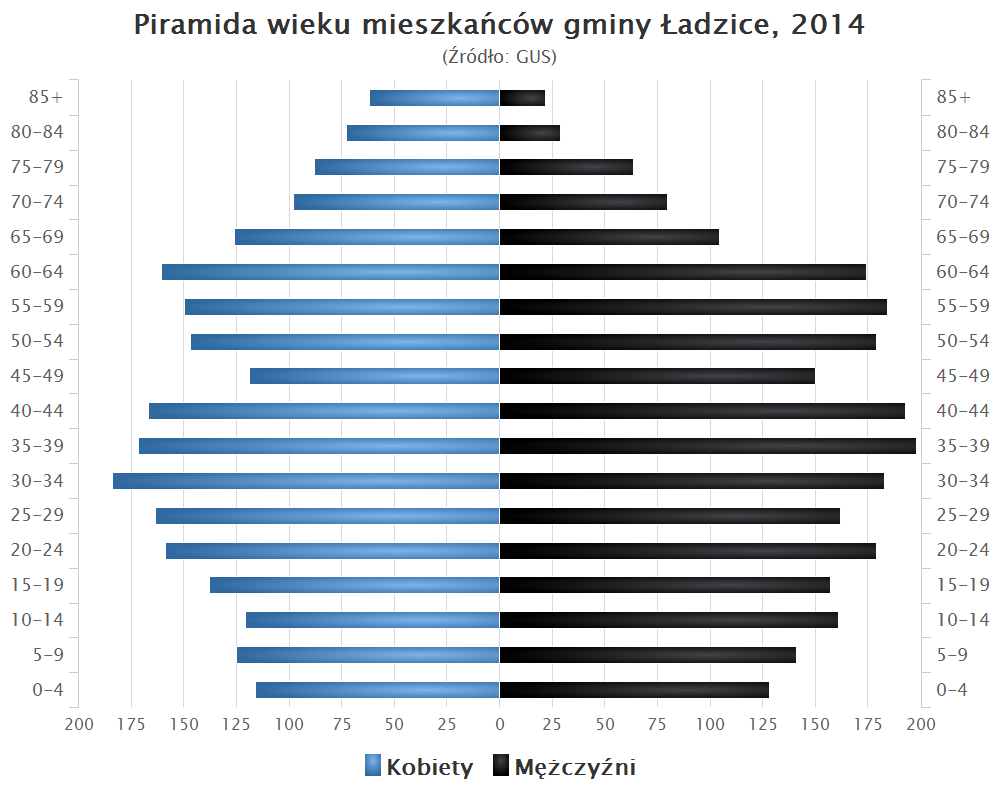
Piramida wieku mieszkańców gminy Ładzice w 2014 roku

Dane z 30 czerwca 2010:
| Opis                              | Ogółem | Ogółem | Kobiety | Kobiety | Mężczyźni | Mężczyźni |
| --------------------------------- | ------ | ------ | ------- | ------- | --------- | --------- |
| jednostka                         | osób   | %      | osób    | %       | osób      | %         |
| populacja                         | 4898   | 100    | 2363    | 47,3    | 2535      | 52,7      |
| gęstość zaludnienia (mieszk./km²) | 59     | 59     |         |         |           |           |

## Sąsiednie gminy
Dobryszyce, Kruszyna, Lgota Wielka, Nowa Brzeźnica, Radomsko, Radomsko (miasto), Strzelce Wielkie